# Melanerpes chrysogenys
Melanerpes chrysogenys là một loài chim trong họ Picidae.